# Saison 2012-2013 de l'Union sportive arlequins perpignanais
Pour la saison 2012-2013, l' Union sportive arlequins Perpignan-Roussillon dispute le Top 14 et l' Amlin Challenge Cup

## Transferts 2012-2013

### Arrivées
- Marc Delpoux[2], manager ( Union Bordeaux-Bègles)
- Giampiero de Carli[3], entraineur des avants
- Patrick Arlettaz[4], entraineur des arrières
- Jérémy Castex[5], pilier ( London Wasps)
- Sona Taumalolo[6], pilier ( Chiefs)
- Romain Terrain[7], talonneur ( Biarritz olympique)
- Luke Charteris[8], deuxième ligne ( Newport Gwent Dragons)
- Adam Sinclair[9], deuxième ligne ( Western Province)
- Daniel Leo[10], troisième ligne ( Union Bordeaux-Bègles)
- Luke Narraway[11], troisième ligne ( Gloucester RFC)
- Alasdair Strokosch[12], troisième ligne ( Gloucester RFC)
- Lifeimi Mafi[13], centre ( Munster Rugby)
- Sione Piukala[14], centre ( Eastwood)
- Sofiane Guitoune[15], arrière ( SC Albi)
- Isikili Seva Davetawalu[16], ailier[Note 2] ( RC Nîmes)

Joker médical
- Richard Haughton[17], arrière ( London Wasps) en remplacement de Sofiane Guitoune

### Départs
- Bernard Goutta, entraineur ( Colomiers rugby)[18]
- Christophe Manas, entraineur ( US Dax)[19]
- Perry Freshwater, pilier (retraite)[20]
- Marius Tincu, talonneur (retraite sportive),  Roumanie (avants)[21]
- Rimas Álvarez Kairelis, deuxième ligne (retraite)[20]
- Gerrie Britz, deuxième ligne (retraite)[20]
- Olivier Olibeau, deuxième ligne (retraite)[20]
- Benoît Bourrust, pilier ( Cardiff Blues)[22]
- Thomas Dubois, pilier ( Colomiers rugby)[23]
- Romain Brison, pilier ( Stade rochelais)[24]
- Danie Thiart, pilier[25]
- Charles Géli, talonneur ( Montpellier HR)[26]
- Pierre Gayraud, deuxième ligne ( Aviron bayonnais)[27]
- Damien Chouly, troisième ligne ( ASM Clermont)[28]
- Ovidiu Tonița, troisième ligne ( US Carcassonne)[29]
- Grégory Le Corvec, troisième ligne ( RC Hyères Carqueiranne La Crau)[30]
- Kevin Boulogne, demi de mêlée ( Section paloise)[31]
- Nicolas Laharrague, demi d'ouverture ( FC Grenoble)[32]
- Rudi Coetzee, centre ( FC Grenoble)[33]
- Jean-Philippe Grandclaude, centre ( Stade rochelais)[24]
- Maxime Mermoz, centre ( RC Toulon)[34]
- Julien Candelon, ailier ( Équipe de France à 7)[35]
- Jérôme Porical, arrière ( Stade français)[36]

## Effectif professionnel
Pour la saison 2012-2013, l'effectif de l'USA Perpignan est le suivant :
Note : le nombre de sélections de chaque joueur est à jour au 28/11/2012.

## Détail de la saison

### Calendrier et classements
| Date du match      | Domicile             | Extérieur            | Score (bonus) | Lieu du match                  | Catégorie                              | Cl. |
| 20 juillet 2012    | USA Perpignan        | RC Narbonne          | 62 - 0        | Stade Aimé Giral               | Amical                                 | -   |
| 27 juillet 2012    | USA Perpignan        | Stade toulousain     | 24 - 25       | Stade Aimé Giral               | Amical                                 | -   |
| 2 août 2012        | USA Perpignan        | Zebres               | 33 - 5        | Stade Aimé Giral               | Amical                                 | -   |
| 10 août 2012       | USA Perpignan        | Montpellier HR       | 26 - 7        | Stade Aimé Giral               | Amical                                 | -   |
| 18 août 2012       | USA Perpignan        | RC Toulon            | 15 (BD) - 21  | Stade Aimé Giral               | 1re journée de Top 14                  | 11e |
| 24 août 2012       | Bordeaux Bègles      | USA Perpignan        | 26 - 22 (BD)  | Stade Chaban-Delmas            | 2e journée de Top 14                   | 13e |
| 1er septembre 2012 | ASM Clermont         | USA Perpignan        | 53 (BO) - 31  | Stade Marcel-Michelin          | 3e journée de Top 14                   | 13e |
| 8 septembre 2012   | USA Perpignan        | Aviron bayonnais     | 18 - 13 (BD)  | Stade Aimé Giral               | 4e journée de Top 14                   | 11e |
| 15 septembre 2012  | USA Perpignan        | Stade toulousain     | 34 (BO) - 20  | Stade Olympique Lluís Companys | 5e journée de Top 14                   | 8e  |
| 22 septembre 2012  | Stade français Paris | USA Perpignan        | 34 - 24       | Stade Charléty                 | 6e journée de Top 14                   | 9e  |
| 29 septembre 2012  | USA Perpignan        | Stade montois        | 15 - 6        | Stade Aimé Giral               | 7e journée de Top 14                   | 9e  |
| 6 octobre 2012     | FC Grenoble          | USA Perpignan        | 28 - 23 (BD)  | Stade Lesdiguières             | 8e journée de Top 14                   | 9e  |
| 13 octobre 2012    | Femi-CZ VEA Rovigo   | USA Perpignan        | 12 - 79 (BO)  | Stade Mario-Battaglini         | 1re journée d'Amlin Challenge Cup      | 2e  |
| 20 octobre 2012    | USA Perpignan        | Bizkaia Gernika RT   | 90 (BO) - 12  | Stade Aimé Giral               | 2e journée d'Amlin Challenge Cup       | 2e  |
| 27 octobre 2012    | USA Perpignan        | Racing Métro 92      | 17 - 13 (BD)  | Stade Aimé Giral               | 9e journée de Top 14                   | 8e  |
| 1er novembre 2012  | Castres olympique    | USA Perpignan        | 38 - 36 (BD)  | Stade Pierre-Antoine           | 10e journée de Top 14                  | 7e  |
| 10 novembre 2012   | Biarritz olympique   | USA Perpignan        | 15 - 3        | Parc des sports d'Aguiléra     | 11e journée de Top 14                  | 9e  |
| 30 novembre 2012   | USA Perpignan        | SU Agen              | 39 (BO) - 13  | Stade Aimé Giral               | 12e journée de Top 14                  | 8e  |
| 6 décembre 2012    | Worcester Warriors   | USA Perpignan        | 22 - 21 (BD)  | Sixways Stadium                | 3e journée d'Amlin Challenge Cup       | 2e  |
| 15 décembre 2012   | USA Perpignan        | Worcester Warriors   | 13 - 6 (BD)   | Stade Aimé Giral               | 4e journée d'Amlin Challenge Cup       | 1re |
| 22 décembre 2012   | USA Perpignan        | Montpellier HR       | 30 - 19       | Stade Aimé Giral               | 13e journée de Top 14                  | 7e  |
| 29 décembre 2012   | RC Toulon            | USA Perpignan        | 46 (BO) - 13  | Stade Mayol                    | 14e journée de Top 14                  | 8e  |
| 5 janvier 2013     | USA Perpignan        | Bordeaux Bègles      | 26 - 16       | Stade Aimé Giral               | 15e journée de Top 14                  | 8e  |
| 12 janvier 2013    | Bizkaia Gernika RT   | USA Perpignan        | 15 - 50 (BO)  | Stade Urbieta                  | 5e journée d'Amlin Challenge Cup       | 1re |
| 17 janvier 2013    | USA Perpignan        | Femi-CZ VEA Rovigo   | 40 (BO) - 22  | Stade Aimé Giral               | 6e journée d'Amlin Challenge Cup       | 1re |
| 25 janvier 2013    | USA Perpignan        | ASM Clermont         | 26 - 19 (BD)  | Stade Aimé Giral               | 16e journée de Top 14                  | 7e  |
| 9 février 2013     | Aviron bayonnais     | USA Perpignan        | 13 - 10 (BD)  | Stade Jean-Dauger              | 17e journée de Top 14                  | 8e  |
| 15 février 2013    | Stade toulousain     | USA Perpignan        | 18 (BD) - 19  | Stade Ernest-Wallon            | 18e journée de Top 14                  | 8e  |
| 23 février 2013    | USA Perpignan        | Stade français Paris | 32 - 16       | Stade Aimé Giral               | 19e journée de Top 14                  | 8e  |
| 2 mars 2013        | Stade montois        | USA Perpignan        | 17 - 31       | Stade Guy-Boniface             | 20e journée de Top 14                  | 7e  |
| 9 mars 2013        | USA Perpignan        | FC Grenoble          | 20 - 18 (BD)  | Stade Aimé Giral               | 21e journée de Top 14                  | 6e  |
| 23 mars 2013       | Racing Métro 92      | USA Perpignan        |               | Stade Yves-du-Manoir           | 22e journée de Top 14                  |     |
| 30 mars 2013       | USA Perpignan        | Castres olympique    |               | Stade Aimé Giral               | 23e journée de Top 14                  |     |
| 6 avril 2013       | USA Perpignan        | Stade toulousain     |               | Stade Aimé Giral               | Quarts de finale d'Amlin Challenge Cup |     |
| 13 avril 2013      | USA Perpignan        | Biarritz olympique   |               | Stade Aimé Giral               | 24e journée de Top 14                  |     |
| 20 avril 2013      | SU Agen              | USA Perpignan        |               | Stade Armandie                 | 25e journée de Top 14                  |     |
| 4 mai 2013         | Montpellier HR       | USA Perpignan        |               | Stade Yves-du-Manoir           | 26e journée de Top 14                  |     |

| Rang | Club                  | J  | V  | N | D  | Em | Ee | Bo | Bd | Pm  | Pe  | Diff | Pts |
| ---- | --------------------- | -- | -- | - | -- | -- | -- | -- | -- | --- | --- | ---- | --- |
| 1    | RC Toulon             | 21 | 16 | 0 | 5  | 51 | 21 | 9  | 3  | 615 | 340 | +275 | 76  |
| 2    | ASM Clermont          | 21 | 16 | 0 | 5  | 53 | 23 | 6  | 4  | 553 | 319 | +234 | 74  |
| 3    | Stade toulousain (T)  | 21 | 14 | 0 | 7  | 48 | 29 | 5  | 3  | 550 | 403 | +147 | 64  |
| 4    | Castres olympique     | 21 | 12 | 1 | 8  | 34 | 26 | 3  | 5  | 463 | 391 | +72  | 58  |
| 5    | Racing 92             | 21 | 13 | 0 | 8  | 23 | 21 | 1  | 5  | 384 | 329 | +55  | 58  |
| 6    | USA Perpignan         | 21 | 12 | 0 | 9  | 38 | 33 | 2  | 5  | 484 | 462 | +22  | 55  |
| 7    | Montpellier HR        | 21 | 12 | 0 | 9  | 39 | 29 | 4  | 3  | 438 | 432 | +6   | 55  |
| 8    | FC Grenoble (P)       | 21 | 11 | 0 | 10 | 29 | 42 | 1  | 3  | 399 | 445 | -46  | 48  |
| 9    | Stade français Paris  | 21 | 10 | 1 | 10 | 33 | 40 | 2  | 2  | 487 | 517 | -30  | 46  |
| 10   | Biarritz olympique    | 21 | 9  | 1 | 11 | 22 | 30 | 1  | 4  | 360 | 430 | -70  | 43  |
| 11   | Aviron bayonnais      | 21 | 8  | 1 | 12 | 18 | 39 | 1  | 6  | 322 | 459 | -137 | 41  |
| 12   | Union Bordeaux Bègles | 21 | 5  | 0 | 16 | 37 | 31 | 2  | 9  | 440 | 474 | -34  | 31  |
| 13   | SU Agen               | 21 | 5  | 0 | 16 | 23 | 44 | 0  | 7  | 329 | 537 | -208 | 27  |
| 14   | Stade montois (P)     | 21 | 2  | 0 | 19 | 15 | 55 | 1  | 6  | 291 | 577 | -286 | 15  |

T = Tenant du titre
P = Promu
| Rang | Équipe             | J | V | N | D | Em | Ee | Bo | Bd | Pm  | Pe  | Diff | Pts |
| ---- | ------------------ | - | - | - | - | -- | -- | -- | -- | --- | --- | ---- | --- |
| 1    | USA Perpignan      | 6 | 5 | 0 | 1 | 42 | 6  | 4  | 1  | 293 | 89  | +204 | 25  |
| 2    | Worcester Warriors | 6 | 5 | 0 | 1 | 51 | 7  | 4  | 1  | 354 | 75  | +279 | 25  |
| 3    | Gernika RT         | 6 | 2 | 0 | 4 | 7  | 47 | 0  | 0  | 80  | 309 | -229 | 8   |
| 4    | Rugby Rovigo       | 6 | 0 | 0 | 6 | 6  | 46 | 0  | 1  | 67  | 318 | -251 | 1   |

Note : À égalité de points avec Worcester, l'USAP est première à la différence de points sur les confrontations directes (34 à 28).

### Inter-saison
Après une saison 2011-2012 qui a vu le club finir 11e du Top 14 et se faire éliminer dès le premier tour de l'Amlin Challenge Cup, le club a décidé de bouleverser son effectif avec le départ de 20 joueurs et des entraineurs et l'arrivée de 10 joueurs et d'un nouveau staff.
Côté finances, le budget du club est en recul de 0,8 M€ à 14,5 M€ et AVIVA devient le nouveau sponsor maillot à la place d'AXA.
Le 14 juin 2012, le tirage au sort des poules pour l'Amlin Challenge Cup désigne Worcester Warriors (Angleterre), Femi-CZ VEA Rovigo (Italie) et Bizkaia Gernika RT (Espagne) comme adversaires de l'USAP en poule 2.
Alors que Romain Taofifénua est parti en tournée avec l'équipe de France en Argentine, que Kisi Pulu dispute la Pacific Nation Cup avec le Tonga et que Robins Tchale-Watchou est au Japon avec les Barbarians, Giampiero de Carli est en Afrique du Sud pour encadrer l'équipe d'Italie lors de la coupe du Monde des moins de 20 ans pendant qu'Alasdair Strokosch est en tournée avec l'Écosse en Australie  puis dans le Pacifique et Luke Charteris est, en compagnie de James Hook, avec le pays de Galles en Australie.
La reprise du club est programmée le 18 juin 2012. Un stage d'une semaine à Font-Romeu et quatre matchs amicaux à Aimé Giral sont prévus.
La saison n'est pas encore commencée que Sébastien Taofifenua se blesse lors de la Coupe du Monde des moins de 20 ans.

### Pré-saison

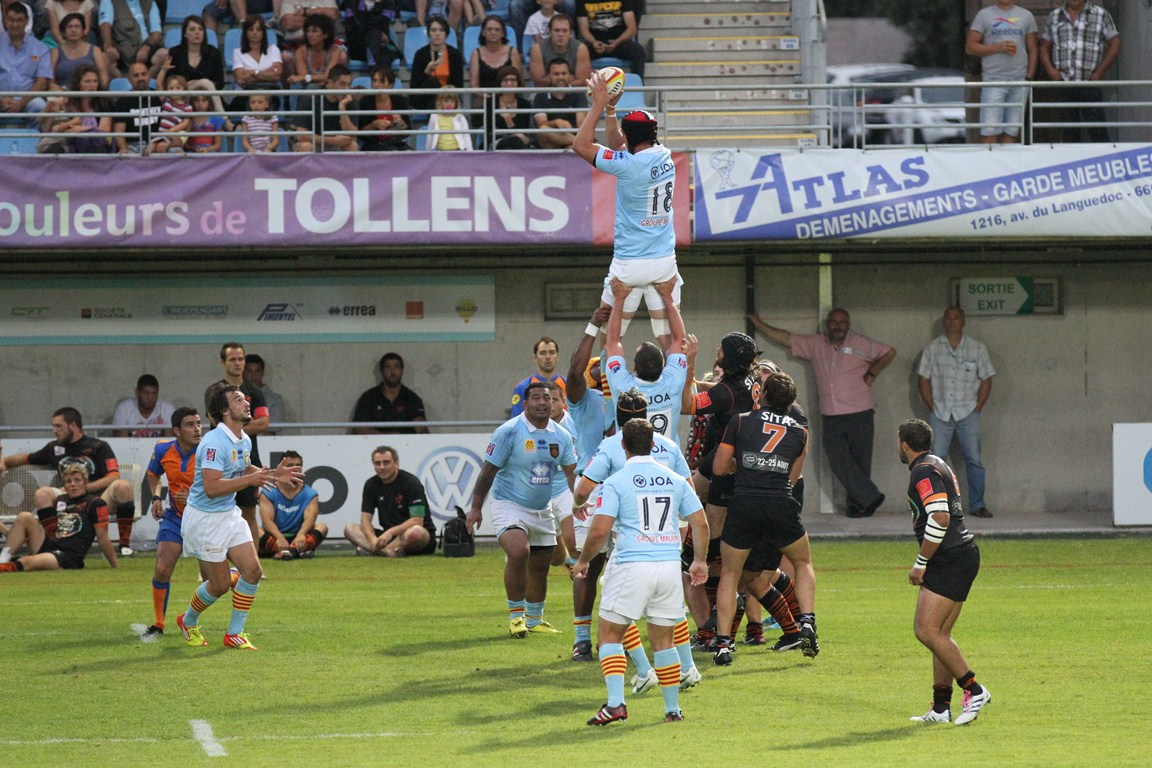
Prise de balle en touche face au RC Narbonne

La saison débute le 18 juin 2012 à Perpignan sans les internationaux, ni les nouveaux coachs et les nouveaux joueurs toujours sous contrat avec leurs anciens clubs jusqu'au 30 juin, une situation cocasse pour Sofiane Guitoune contraint de s'entrainer seul à côté de Perpignan pendant que Marc Delpoux et Patrick Arlettaz viennent en simples visiteurs voir leurs futurs joueurs. En l'absence des (futurs) coachs, les entrainements sont dirigés par les préparateurs physiques du club : Nicolas Szezur et Olivier Barbier.
Pendant deux semaines, le physique est surtout privilégié avec des séances délocalisées sur la plage, et des exercices de montées en côte pour parfaire la condition physique des joueurs.
Le 2 juillet 2012, le groupe catalan est presque au complet pour commencer à travailler le rugby avec le nouveau staff. Au total, se sont 35 joueurs (avec les espoirs) qui sont sensibilisés au projet de jeu de Marc Delpoux.
Le 15 juillet 2012 débute le stage à Font-Romeu. Le groupe est presque au complet puisque seuls les internationaux (Kisi Pulu, James Hook, Romain Taofifenua) et Sona Taumalolo (qui dispute le Super Rugby) sont absents.
Pour les rencontres amicales, l'USAP devra faire sans son capitaine, Nicolas Mas, suspendu 10 jours et qui manquera les deux premiers matchs et sans Guilhem Guirado qui, suspendu 20 jours, manquera les 4 rencontres.
Le 20 juillet, pour son premier match amical, l'USAP s'impose largement face au RC Narbonne 62 à 0 . Au cours de cette rencontre, Guillaume Vilaceca est expulsé (pour cette expulsion, Guillaume Vilaceca est suspendu 20 jours).
Le 27 juillet, deux mois avant leur rendez-vous au Stade Olympique Lluís Companys de Barcelone en championnat, l'USAP affronte le Stade toulousain. Le club s'incline (25 à 24) sur un essai à la dernière minute de jeu face à des toulousains en bonne condition physique. Mais le jeu proposé et le niveau de la rencontre sont satisfaisants.
Le 2 août, l'USAP reçoit la nouvelle franchise italienne, les Zebres de Parme, pour le premier match de leur histoire. Après une première mi-temps assez décousue faite de maladresses et de mauvais choix, l'USAP se détache définitivement lors du second acte et s'impose 33 à 5.
Le dernier match de préparation oppose, le 10 août, l'USAP à Montpellier et se conclut par une nette victoire des catalans (26 à 7) (26 à 7). Lors de ce match, Sona Taumalolo, tout juste vainqueur du Super Rugby. La mauvaise nouvelle du jour concerne la blessure de Romain Taofifénua qui, blessé au doigt, sera absent pendant trois semaines.
Côté coulisses, après une mésentente entre la Direction nationale d'aide et de contrôle de gestion (DNACG) et le club sur le montant du budget provisionnel (problème rapidement résolu), le club se restructure avec la création de quatre commissions (finances, sportive, marketing - partenariat et communication) pour épauler le président et la nomination de Bernard Sobraquès au poste de vice-président.

### La saison de TOP 14
Pour le premier match de la saison (joué à guichets fermés), l'USAP perd à domicile face au Rugby club toulonnais, vice-champion de France. Bien qu'engagé, le match est haché par de nombreuses fautes (29 au total) et se résume à un duel de buteurs dans lequel Jonny Wilkinson réussit un sans-faute au pied (6 sur 6 et un drop). L'USAP s'en remet à James Hook auteur d'un 5 sur 6. Finalement, les Varois l'emportent 21 à 15, l'USAP récoltant le bonus défensif. À l'issue du match, Marc Delpoux regrette le manque de sévérité de l'arbitre. En plus de la défaite, l'USAP perd Sofiane Guitoune, victime d'une rupture du ligament croisé antérieur du genou droit. Son absence étant estimée à 6 mois, le club doit recruter un joker médical.
L'USAP aborde le deuxième match de la saison comme une occasion de se racheter de la défaite concédée face à Toulon, mais devant ses trop nombreuses fautes et les maladresses témoignant d'une certaine fébrilité doublée de l'incapacité à prendre le score en supériorité numérique (l'USAP évoluant même à 15 contre 13 en début de la deuxième mi-temps), les catalans s'inclinent au stade Chaban-Delmas face à l'Union Bordeaux Bègles sur le score de 26 à 22. Avec deux défaites concédées (comme Agen et Mont-de-Marsan) et seulement deux points, le club est premier relégable (13e). L'autre nouvelle du week-end concerne l'arrivée de Richard Haughton comme joker médical de Sofiane Guitoune.

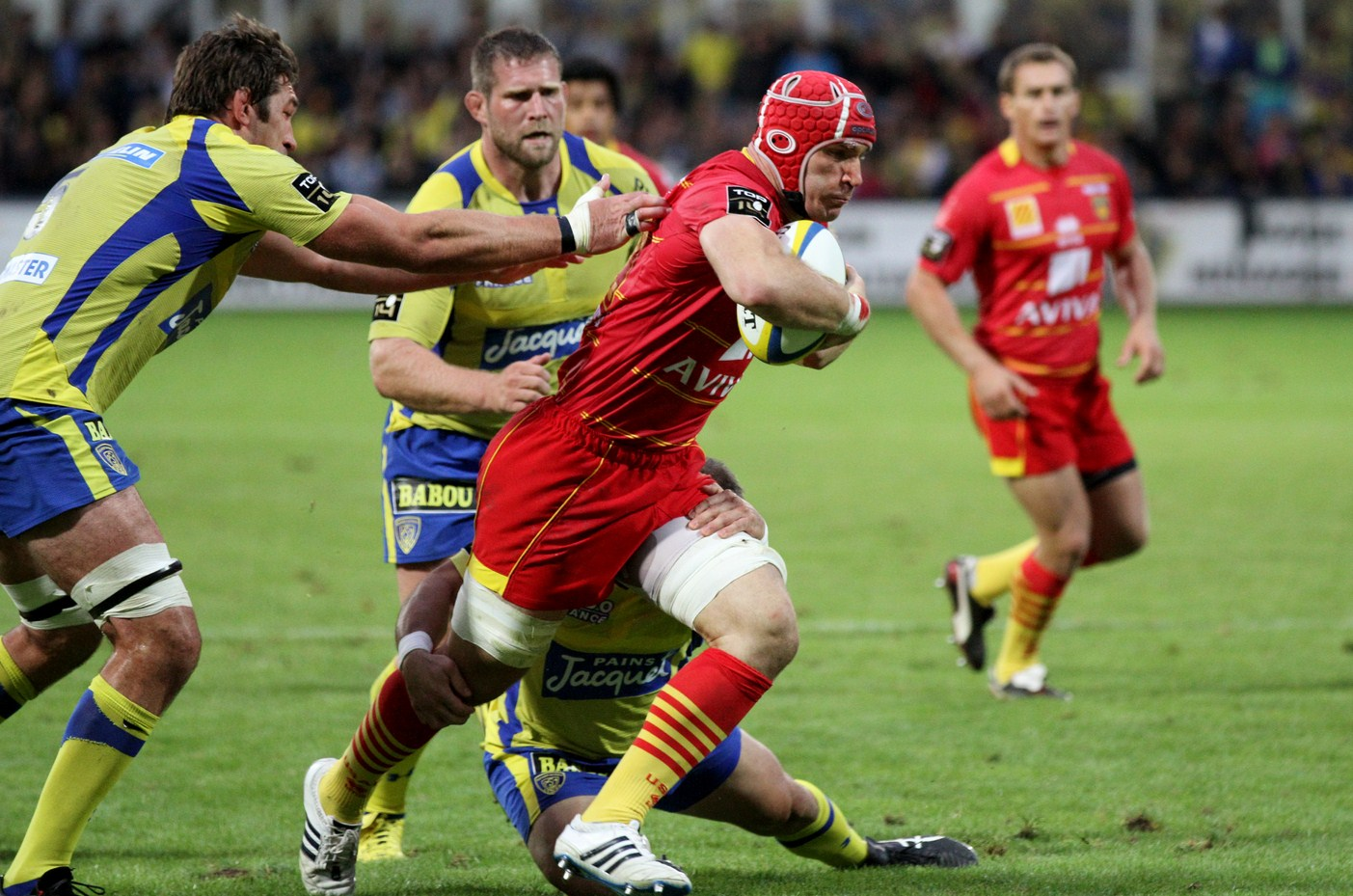
Charge d'Alasdair Strokosch face à l'ASM.

Pour son troisième match, l'USAP défie l'ASM Clermont au stade Marcel-Michelin sans James Hook, touché au cou, ni David Marty, blessé au mollet. Et les choses se dégradent très rapidement puisqu'après 14 minutes de jeu, l'USAP évolue à 14, ses deux piliers droits (Nicolas Mas et Kisi Pulu) étant sortis sur blessure. Dernier coup dur : la blessure de Jean-Pierre Pérez dès la 22e minute de jeu. L'USAP s'incline finalement sur le score de 53 à 31. Malgré l'ampleur de la défaite, les catalans ont fait preuve de courage et, bien qu'évoluant à 14 contre 15 pendant 65 minutes, ils réussissent à marquer 4 essais à Clermont. Mais ce match a laissé beaucoup de traces. Touché aux adducteurs, Nicolas Mas sera absent 3 à 4 semaines et Kisi Pulu, qui s'est fracturé l'avant-bras droit, sera absent trois mois. Quant à Jean-Pierre Pérez, victime d'une rupture du ligament croisé antérieur du genou gauche, il sera indisponible 4 à 6 mois.
Lors de la quatrième journée, l'USAP reçoit l'Aviron bayonnais qui, comme les catalans, connait un début de saison laborieux (une seule victoire et un seul essai inscrit). En plus des absences de Nicolas Mas, Kisi Pulu, Jean-Pierre Pérez, Farid Sid et de Sofiane Guitoune, les catalans doivent aussi composer avec le forfait de Luke Charteris. La partie est âpre et, malgré une belle domination en première période, les sang-et-or ne parviennent pas à inscrire d'essai. À la mi-temps, le score est de 15 à 6. Dès le retour des vestiaires, les bayonnais prennent peu à peu l'ascendant en mêlée et, après un siège de 10 minutes sur la ligne catalane, obtiennent un essai de pénalité, les catalans ayant été trop pénalisés. La fin du match est délicate pour l'USAP qui, bien aidée par l'indiscipline bayonnaise (deux cartons jaunes dans la partie), fini par remporter sa première victoire de la saison (18 à 13), laissant le bonus défensif à Bayonne. Le secteur de la mêlée, durement touché par les absences de Nicolas Mas et Kisi Pulu, pose problème, surtout à une semaine de la "venue" des champions de France (match délocalisé à Barcelone).

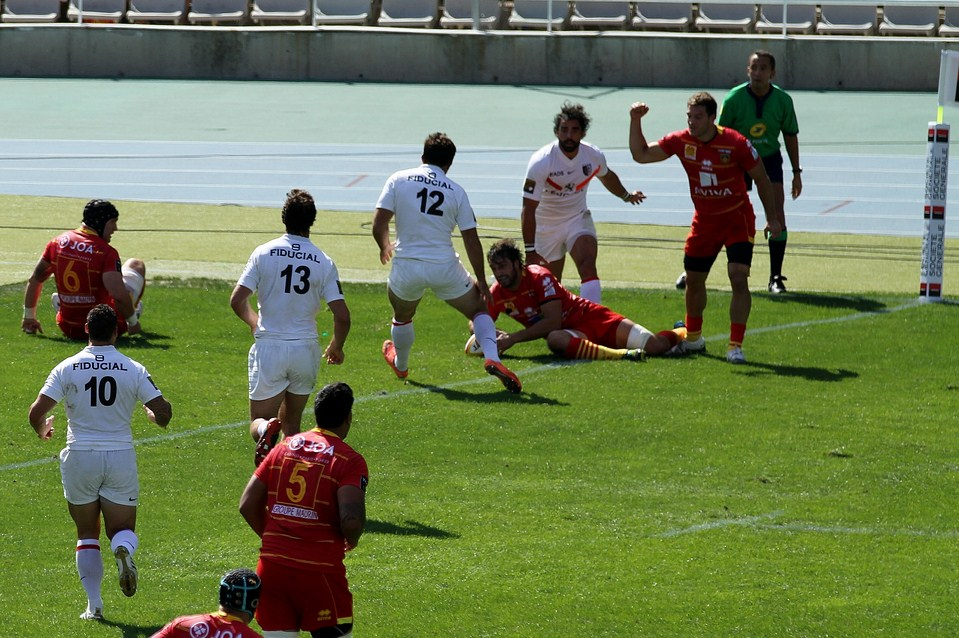
Essai de Bertrand Guiry face au Stade Toulousain.

Même si, avec 22 745 spectateurs, le public ne fut pas aussi nombreux que la première fois, cette seconde délocalisation à Barcelone fut un véritable succès sportif avec la victoire bonifiée de l'USAP 34 à 20 face au Stade toulousain au terme, selon Marc Delpoux, d'une première "mi-temps de rêve" au cours de laquelle l'USAP inscrit 4 essais à des toulousains méconnaissables. Après un essai rapide des sang-et-or dès l'entame de la seconde mi-temps le suspens est tout juste relancé par deux essais toulousains mais finalement, les catalans conservent leurs 3 essais d'avance synonymes de bonus offensif. Le bonheur fut de très courte durée puisqu'en rentrant aux vestiaires, les joueurs apprennent la disparition de leur chauffeur de bus, Paul Okesene, décédé dans les travées du stade quelques minutes avant le coup d'envoi de la partie.
Lors de la sixième journée, l'USAP se déplace au Stade français. L'USAP est en place, mais le manque de réussite de son buteur (4/8 pour James Hook), l'absence de pilier droit de métier et l'indiscipline (surtout en fin de match) implacablement sanctionnée par la réussite du buteur parisien, Jérôme Porical, entrainent une défaite frustrante pour les catalans qui, avec deux essais inscrits (par Richard Haughton et Sébastien Vahaamina) contre aucun pour le Stade français à l'heure de jeu, pouvaient viser une victoire bonifiée. L'USAP s'incline finalement 34 à 24, abandonnant le point de bonus défensif en fin de match.
Lors de la septième journée le Stade montois, promu en TOP 14, se présente au stade Aimé Giral avec un très faible bilan (0 victoire et aucun point marqué) mais sûrement pas en victime expiatoire. Et la partie, âpre et disputée, s'apparente à un match-piège duquel l'USAP se sort grâce à un James Hook retrouvé (100 % de réussite au pied) et une mêlée conquérante sur le score étriqué de 15 à 6.
La huitième journée voit Perpignan se déplacer chez l'autre promu et champion de France de Pro D2 la saison précédente, le FC Grenoble. Pour ce match, en plus du poste de pilier droit, l'USAP se retrouve affaiblie au centre avec les forfaits de David Marty, victime d'une fracture du poignet gauche à l'entraînement et absents plusieurs semaines, et de Lifeimi Mafi. Pourtant, les catalans réussissent une belle partie mais une relance grenobloise à deux minutes de la fin du match, ponctuée d'un essai de 80 mètres, crucifie les visiteurs (28 à 23). La déception est grande pour l'USAP qui ne réussit toujours pas à gagner à l'extérieur. La coupure européenne doit permettre au club de se relancer.
Après l'intermède européen, la reprise du championnat se solde par une victoire à Perpignan sur le Racing Métro 92 (17 à 14) au terme d'une partie acharnée où, après le premier essai de la saison inscrit au stade Aimé-Giral par Sona Taumalolo pour l'USAP (les 5 autres ayant été marqués lors du match délocalisé à Barcelone contre le Stade toulousain), la différence s'est faite en fin de match grâce à la botte de James Hook. À noter le retour de blessure de Nicolas Mas ce qui a permis à l'USAP de prendre l'ascendant en mêlée sur son adversaire.

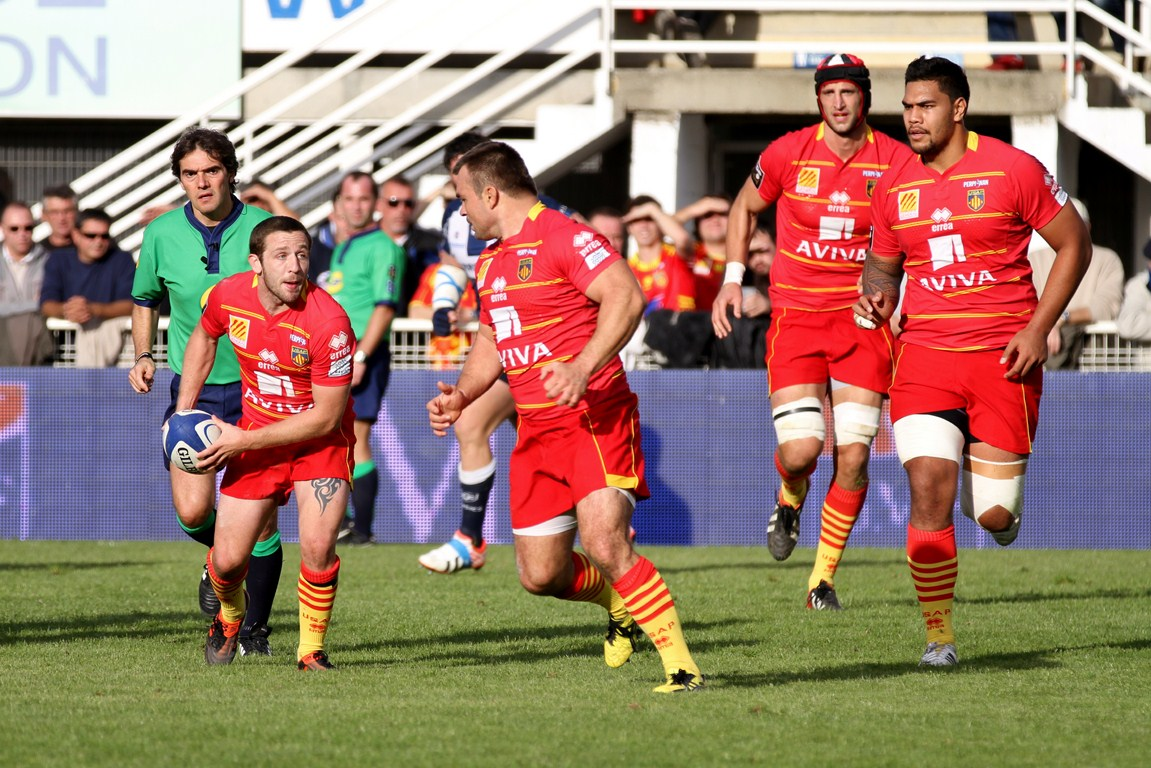
David Mélé face au Castres olympique au Stade Pierre-Antoine

Après cette difficile victoire, l'USAP se déplace chez le Castres olympique. Le match est haletant tant par le contenu (6 essais inscrits pour 74 points marqués au total) que par le suspens. Dès l'entame, Castres inscrit le premier essai d'une partie enflammée où les deux équipes n'hésitent pas à envoyer du jeu. Si à la mi-temps les tarnais étaient devant (23 à 16), à l'heure de jeu, l'avantage n'est plus que de 3 points (26 à 23) avant de gonfler à 9 points (34 à 26) à un quart d'heure de la fin. Pourtant, malgré le carton jaune infligé à son talonneur Guilhem Guirado à la 65eminute, l'USAP inscrit 10 points et passe devant (36 à 34) avant qu'une dernière pénalité réussie par Rory Kockott de près de 50 mètres à une minute de la fin du match ne donne la victoire finale à Castres. La frustration est grande du côté des catalans qui n'arrivent toujours pas à s'imposer à l'extérieur malgré le jeu produit.
La onzième journée est en doublon avec la première salve de tests matchs de la tournée d'automne. Pour son déplacement au Pays basque pour affronter le Biarritz olympique, l'USAP se retrouve privée de son capitaine, Nicolas Mas, ainsi que de Sébastien Vahaamahina (appelé en dernière minute en équipe de France pour remplacer Yoann Maestri), Alasdair Strokosch, James Hook, Sona Taumalolo et Sione Piukala. Cette rencontre est totalement différente de la précédente et, au terme d'un match rendu assez pauvre en jeu par les mauvaises conditions climatiques, Biarritz s'impose 15 à 3. Malgré le siège de la ligne de but biarrotte dans les dernières minutes du match, l'USAP ne ramène rien de son déplacement et passe à la dixième place avant la trêve internationale durant laquelle les joueurs se voient accorder dix jours de vacances.

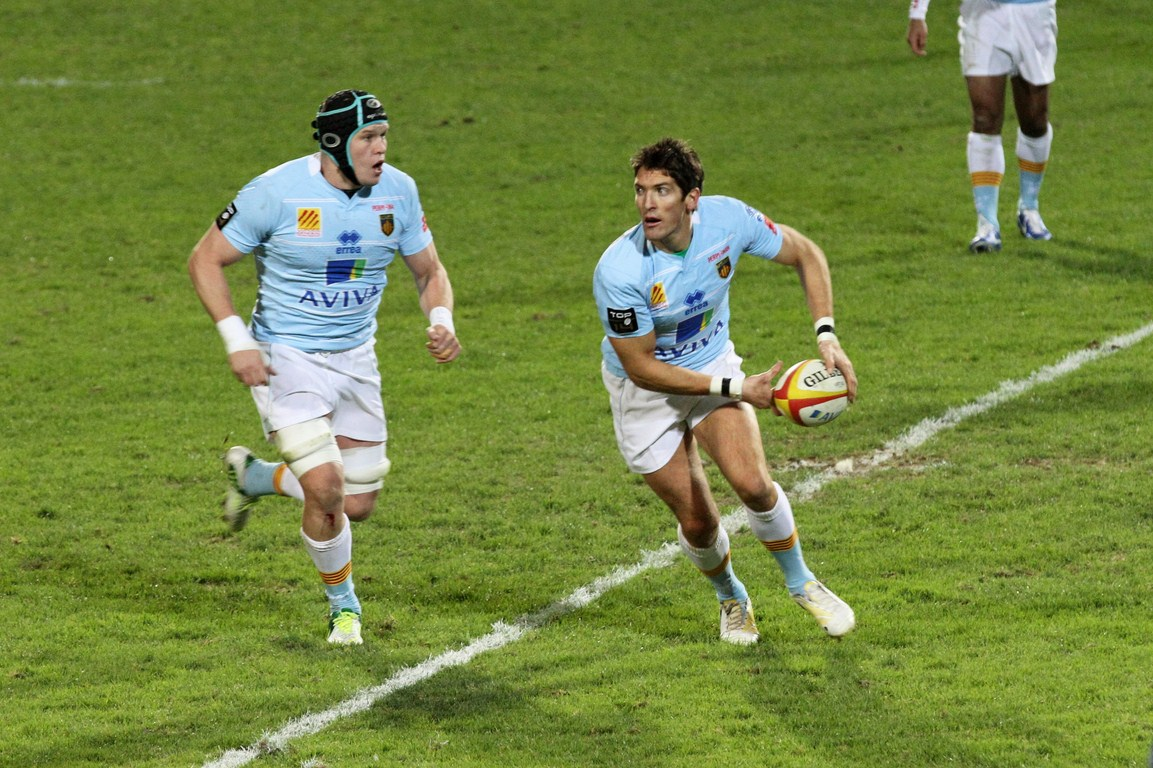
James Hook ouvre devant Luke Narraway face au SU Agen

Durant la trêve internationale, le club a changé de président. Pour cette douzième journée placée juste avant les troisième et quatrième journées de coupe d'Europe, l'USAP accueille le SU Agen. Après une première mi-temps approximative (14 à 13 à la mi-temps), l'USAP décrochait une victoire bonifiée (la deuxième de la saison en championnat après Toulouse) lors d'une seconde mi-temps à sens unique (25 points des catalans, 0 des agenais) pour une victoire finale 39 à 13.

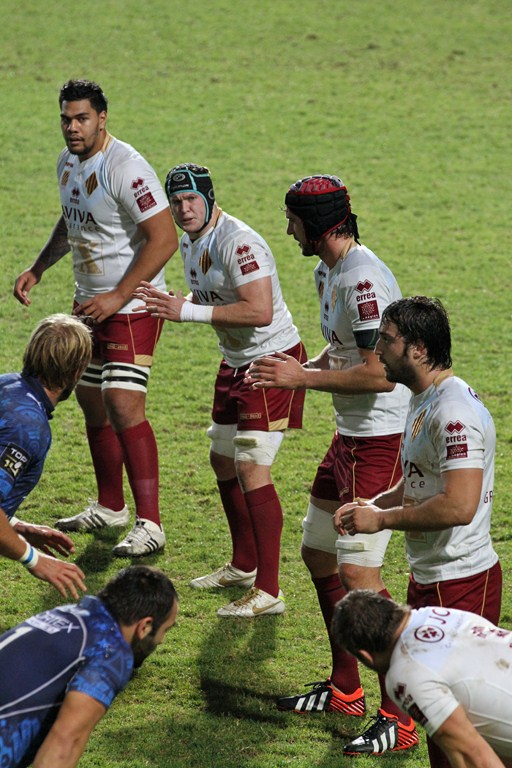
L'alignement de l'USAP face au Montpellier HR

Après ce deuxième intermède européen, le derby face au Montpellier HR pour le compte de la treizième journée a un parfum particulier puisque Nicolas Mas, capitaine de l'USAP, vient d'annoncer son départ pour le rival languedocien. De plus, à l'occasion de ce match, l'USAP portera un maillot commémoratif des 110 ans du club. C'est en ajoutant plus d'alternance à son jeu que l'USAP forge sa victoire (30 à 19 avec des essais de Bertrand Guiry et du jeune frère de Romain Taofifénua, Sébastien). Mais ce match rugueux a laissé des traces : Luke Charteris, gravement blessé au genou, est forfait pour le reste de la saison. À cette grave blessure s'ajoutent celles de Sona Taumalolo (cheville, absent un mois), de Lifeimi Mafi (nez cassé) et d'Henry Tuilagi (cheville, absent quinze jours). Des blessures handicapante, surtout avant d'aller affronter le RC Toulon, leader du championnat.
Ce déplacement à Toulon pour la première journée de la phase retour s'annonce délicat puisque outre les blessés, l'USAP est privée de Nicolas Mas, de Romain Taofifénua et, en dernière minute, de Florian Cazenave. Après un très bon départ (essai de Joffrey Michel dès la 3e minute), l'USAP, trop indisciplinée, craque en seconde mi-temps et subit une lourde défaite (46 à 13).
Pour la réception de l'Union Bordeaux Bègles pour le compte de la quinzième journée, l'USAP est privée de Luke Charteris, de Sona Taumalolo, de Guilhem Guirado et de James Hook. Bien que balbutiant son rugby face à des béglais accrocheurs (qui prennent même l'avantage d'un point à 10 minutes de la fin), l'USAP fini par s'imposer 26 à 16 au terme d'un match brouillon.

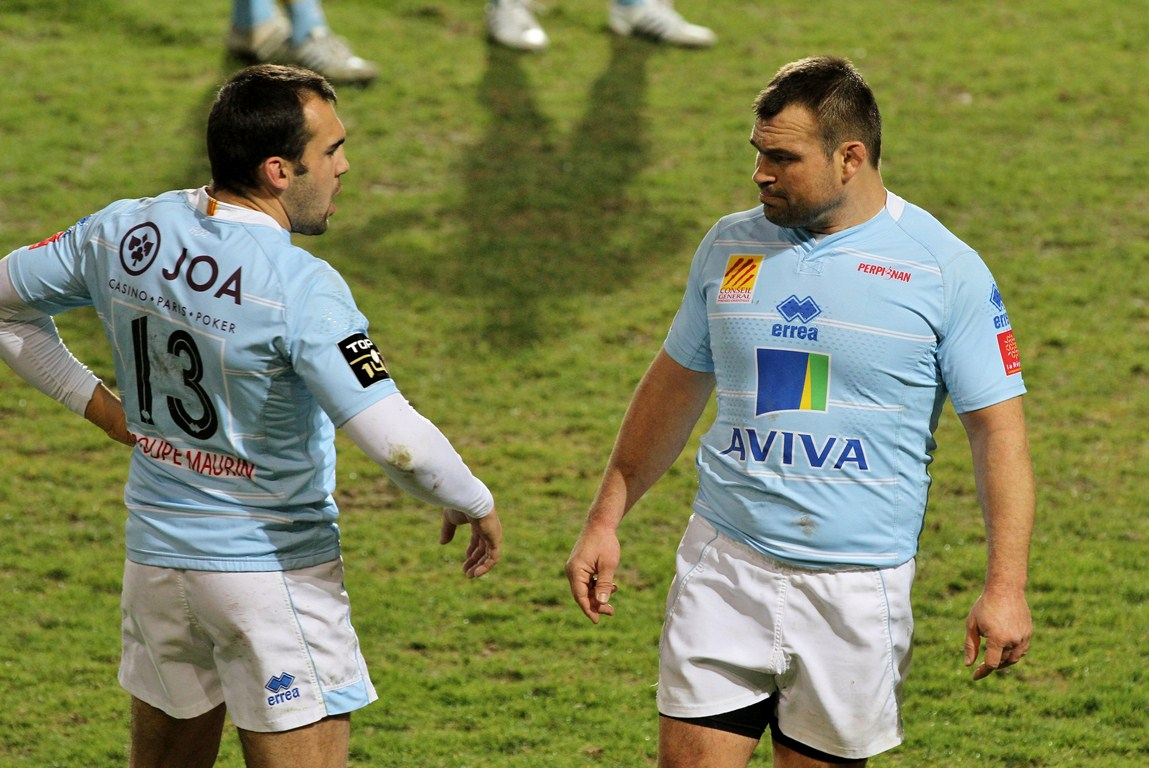
David Marty et Nicolas Mas face à l'ASM Clermont Auvergne

Après l'intermède européen, l'USAP reçoit l'ASM Clermont pour le compte de la seizième journée. Restant sur une série de sept victoires, les auvergnats sont décidés à étendre leur série. Mais, après une première mi-temps de nouveau en demi-teinte, l'USAP se retrouve en seconde mi-temps et, plus volontaire que son adversaire, fini par remporter ce choc face au deuxième du championnat (26 à 19).
Le déplacement à Bayonne lors de la quinzième journée rentre dans le cadre des doublons et, pour ce déplacement, le club, toujours à la recherche de sa première victoire à l'extérieur en championnat cette saison, est privé de ses internationaux français (Nicolas Mas et Romain Taofifénua) et gallois (James Hook). À ces absences s'ajoutent celle d'Alasdair Strokosch (blessé avec l'Écosse face à l'Angleterre) et les blessés de longue durée (Jean-Pierre Pérez, Sofiane Guitoune et Luke Charteris). Sous de mauvaises conditions climatiques, l'USAP, trop indisciplinée (trois cartons jaunes), s'incline face à des basques en net regain de forme 13 à 10 au cours d'un match où, à la suite de nombreuses maladresses, rien ne fut inscrit lors de la seconde mi-temps.

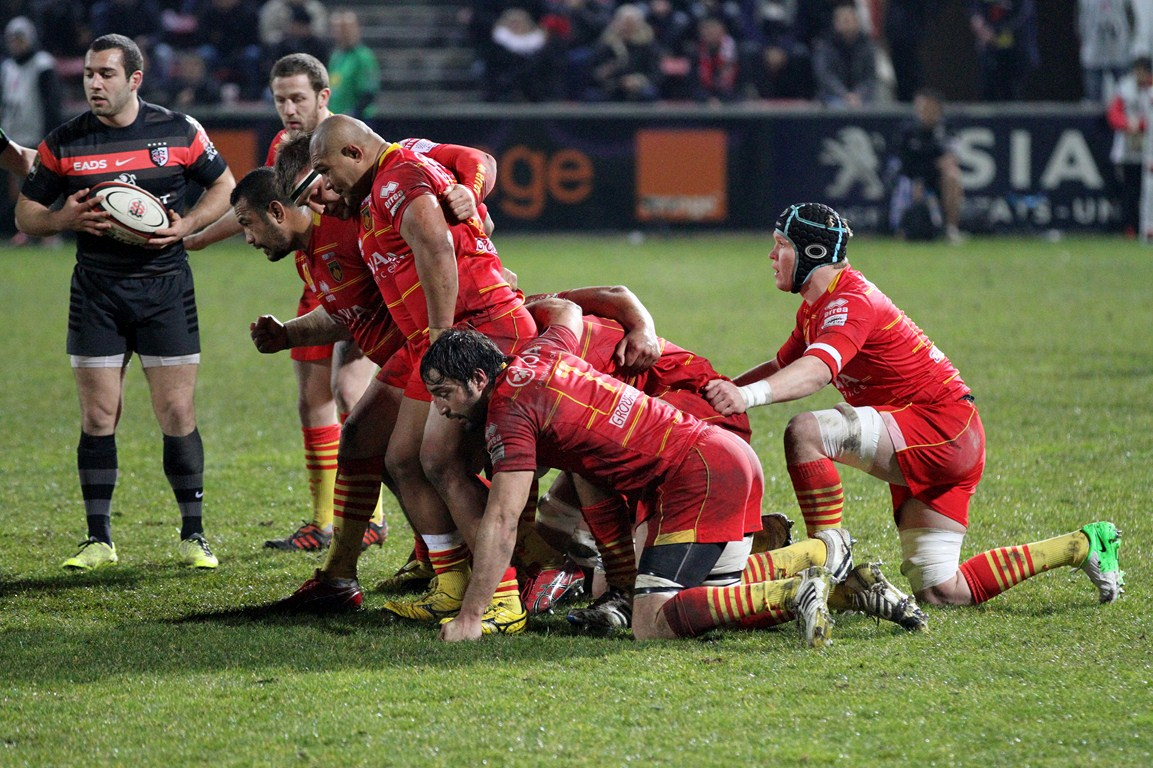
Le pack de l'USAP face au Stade toulousain au Stade Ernest-Wallon

Toujours dans le cadre des doublons, l'USAP se déplace chez un Stade toulousain amputé de 7 joueurs appelés avec l'équipe de France. Dans un match marqué par les maladresses et de nombreuses fautes, un essai de Gavin Hume sur un service au pied de David Marty en fin de match donne la victoire à l'USAP (19 à 18), mettant fin à 19 défaites consécutives en déplacement en championnat, mais aussi à 31 ans de disette en terre toulousaine et à 38 matchs consécutifs sans défaites pour le Stade Toulousain. Avec cette victoire en déplacement, l'USAP se relance dans la course à la sixième place qualificative pour les barrages et pour la H-Cup la saison prochaine.

### L'Amlin Challenge Cup

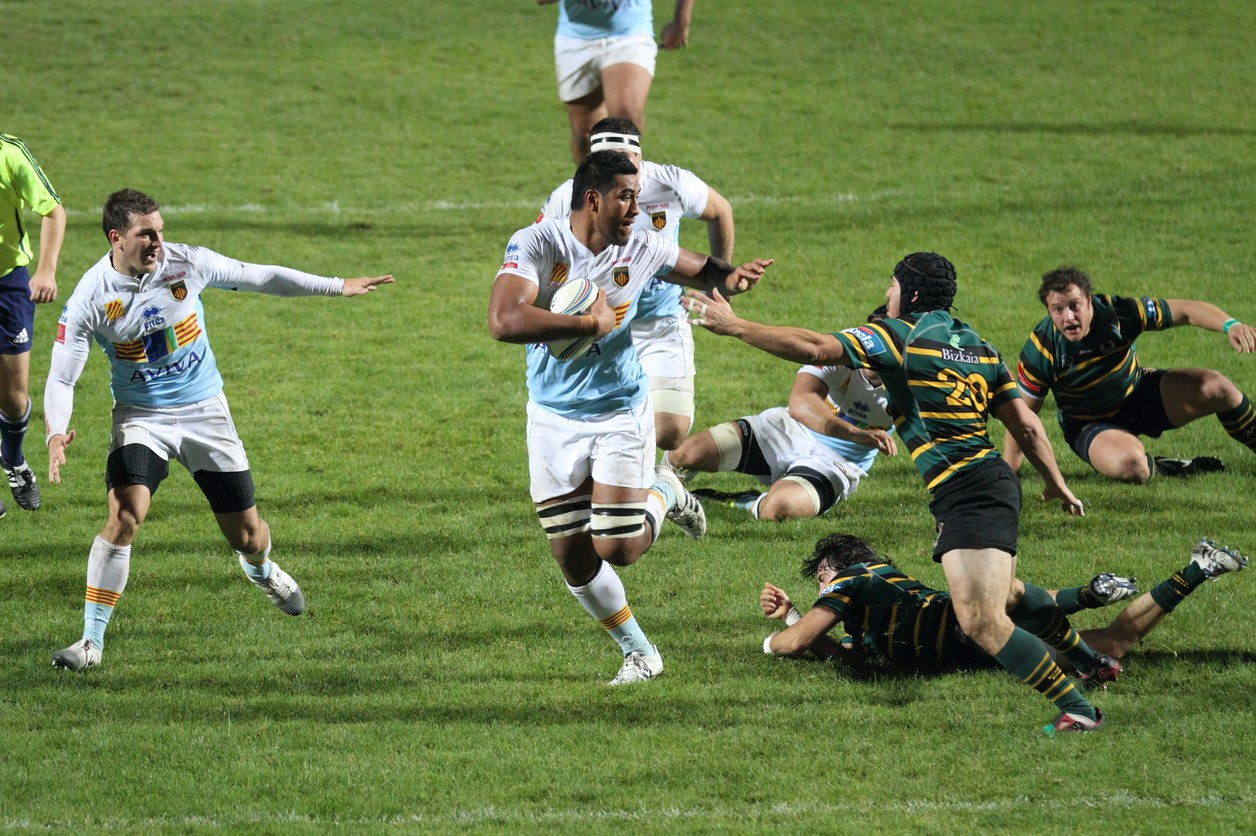
Charge de Sébastien Vahaamahina face à Gernika

En Amlin Challenge Cup, l'USAP évolue dans la poule 2 avec Worcester Warriors (Angleterre), Femi-CZ VEA Rovigo (Italie) et Bizkaia Gernika RT (Espagne).
Les deux premières journées permettent surtout de faire tourner l'effectif avec le retour des blessés (notamment Guillaume Vilaceca et Joffrey Michel lors du premier match et Nicolas Mas lors du deuxième) et se soldent par deux larges victoires (79 à 12 face à Rovigo, 90 à 12 face à Gernika). Dans l'esprit de Marc Delpoux, la compétition débutera réellement avec la double confrontation de décembre face aux Worcester Warriors qui s'apparente à un huitième de finale.

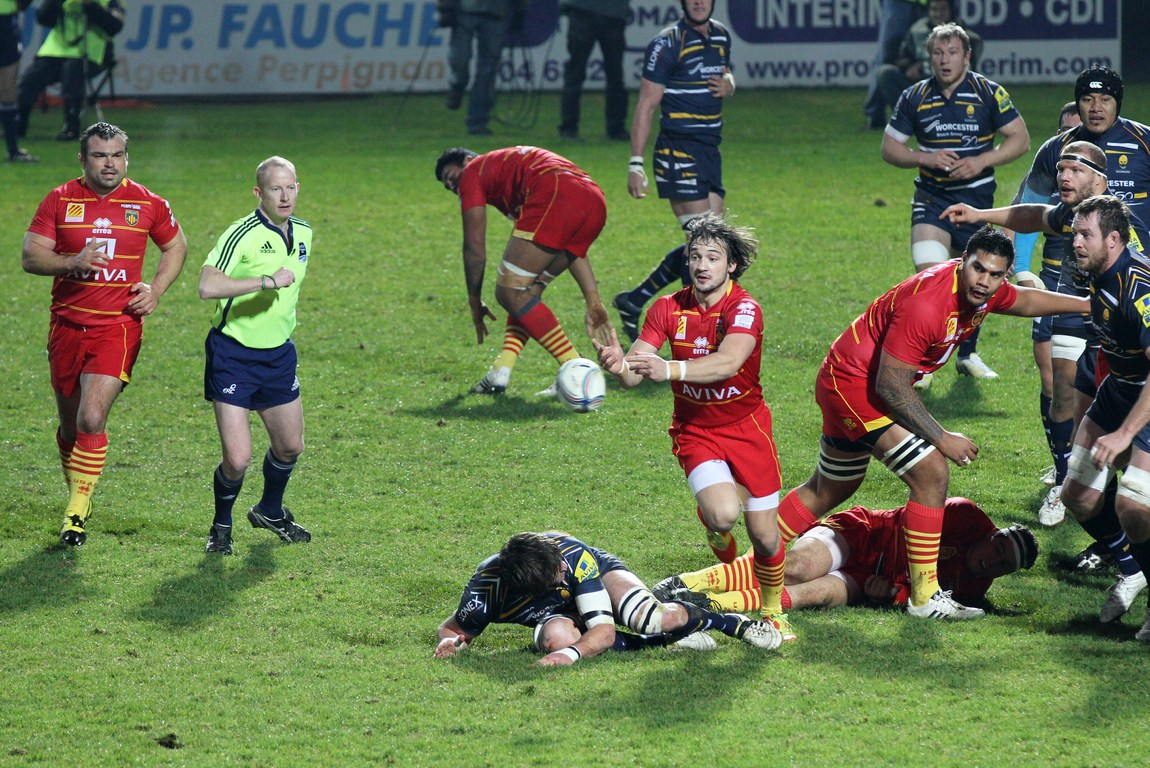
Florian Cazenave ouvre face aux Worcester Warriors

La première confrontation entre les deux favoris de la poule se déroule sous la pluie à Worcester. Bien qu'ayant marqué deux essais contre un (contestable), l'USAP s'incline 22 à 21 sur une dernière pénalité d'Andy Goode à deux minutes de la fin mais ramène un point de bonus défensif. La revanche une semaine après au stade Aimé Giral est un dur affrontement dans un match serré qui voit la victoire des catalans sur le score de 13 à 6, un essai inscrit contre zéro pour les Anglais. Finalement, sur l'ensemble des deux matchs, l'USAP passe devant Worcester au bénéfice des essais inscrits (3 contre 1) et prend une option sur la qualification pour les quarts de finale.

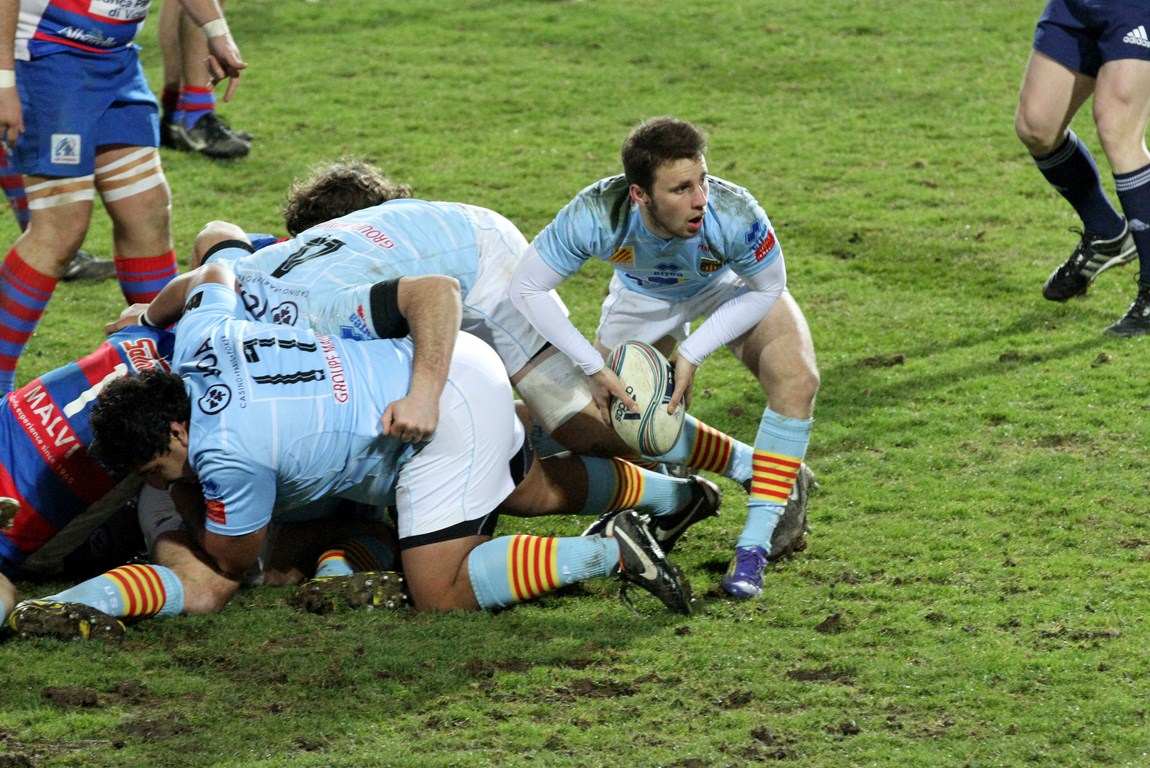
Tom Ecochard en action face à Rovigo

Les deux derniers matchs des phases de poules sont de simples formalités pour l'USAP qui assure le bonus offensif face aux Espagnols de Gernika (victoire 50 à 15, 8 essais) puis face aux italiens de Rovigo (victoire 40 à 22, 6 essais). Avec 25 points, l'USAP se qualifie pour les quarts de finale de la compétition et, en se classant 3e meilleur premier des poules, recevra le Stade toulousain, reversé de H-Cup, au stade Aimé Giral

### L'extra sportif
Côté coulisses, le club s'active pour essayer de conserver ces joueurs cadres. Après la prolongation de David Marty pour trois saisons dès le mois de septembre, c'est au tour de Florian Cazenave et de Bertrand Guiry de prolonger (deux saisons chacun) avec le club au mois de novembre suivis, fin novembre, par Romain et Sébastien Taofifénua (deux saisons chacun).
Mais l'événement majeur de ce mois de novembre est le départ du président du club, Paul Goze, qui, élu à la tête de la Ligue nationale de rugby le 16 novembre 2012, doit démissionner de son poste de président du club avant le 26 novembre. Très rapidement, quatre noms se dégagent pour succéder au nouveau président de la LNR : Laurent Sobraquès, Jean-Charles Nieto, Philippe Donnet et François Pierson. Mais c'est Daniel Besson qui est nommé président du club lors de l'assemblée générale du conseil d'administration du club tenue le 22 novembre. Dans sa tâche, le nouveau président du club sera épaulé par quatre vice-présidents : Jean-Charles Nieto (qui sera chargé du sportif), Laurent Sobraquès (pour le sponsoring), Jacques Vial (communication) et Sébastien Sicard (finances).
Décembre débute par un coup de tonnerre. Malgré les efforts du club pour le conserver le capitaine du club, Nicolas Mas, est annoncé partant pour le club de Montpellier. C'est la fin de 14 ans de présence au club pour le pilier. Toujours en décembre, le club annonce les prolongations de Sione Piukala et de Richard Haughton qui sont désormais liés au club jusqu'en 2014.
En février, le club annonce aussi les prolongations de Raphaël Carbou et de Tom Ecochard, deux espoirs du club.

## Statistiques individuelles
| Joueur / Épreuve      | Poste     | TOTAL | TOTAL | TOTAL | TOTAL | TOTAL | TOTAL | TOTAL | TOTAL | TOTAL | - | Top 14 | Top 14 | Top 14 | Top 14 | Top 14 | Top 14 | Top 14 | Top 14 | Top 14 | - | Coupe d'Europe | Coupe d'Europe | Coupe d'Europe | Coupe d'Europe | Coupe d'Europe | Coupe d'Europe | Coupe d'Europe | Coupe d'Europe | Coupe d'Europe |
| Joueur / Épreuve      | Poste     | TJ    | Ti    | R     | E     | Tr    | P     | D     | CJ    | CR    | - | TJ     | Ti     | R      | E      | Tr     | P      | D      | CJ     | CR     | - | TJ             | Ti             | R              | E              | Tr             | P              | D              | CJ             | CR             |
| Armand Batlle         | Ailier    | 657   | 9     | 4     | 5     | 0     | 0     | 0     | 1     | 0     | - | 418    | 5      | 3      | 0      | 0      | 0      | 0      | 0      | 0      | - | 239            | 3              | 1              | 5              | 0              | 0              | 0              | 1              | 0              |
| Romain Bézian         | 3e ligne  | 98    | 0     | 1     | 0     | 0     | 0     | 0     | 0     | 0     | - | 29     | 0      | 2      | 0      | 0      | 0      | 0      | 0      | 0      | - | 69             | 0              | 2              | 0              | 0              | 0              | 0              | 0              | 0              |
| Gilles Bosch          | Ouverture | 405   | 5     | 1     | 0     | 22    | 1     | 0     | 0     | 0     | - | 98     | 1      | 1      | 0      | 2      | 1      | 0      | 0      | 0      | - | 307            | 4              | 0              | 0              | 20             | 0              | 0              | 0              | 0              |
| Jérémy Castex         | Pilier    | 520   | 8     | 4     | 0     | 0     | 0     | 0     | 0     | 0     | - | 503    | 8      | 4      | 0      | 0      | 0      | 0      | 0      | 0      | - | 17             | 0              | 1              | 0              | 0              | 0              | 0              | 0              | 0              |
| Fabrice Catala        | Centre    | 102   | 1     | 1     | 0     | 0     | 0     | 0     | 0     | 0     | - | 0      | 0      | 0      | 0      | 0      | 0      | 0      | 0      | 0      | - | 102            | 1              | 1              | 0              | 0              | 0              | 0              | 0              | 0              |
| Florian Cazenave      | Mêlée     | 1088  | 15    | 7     | 3     | 0     | 0     | 0     | 0     | 0     | - | 834    | 12     | 5      | 1      | 0      | 0      | 0      | 0      | 0      | - | 254            | 3              | 2              | 2              | 0              | 0              | 0              | 0              | 0              |
| Luke Charteris        | 2e ligne  | 775   | 10    | 1     | 0     | 0     | 0     | 0     | 1     | 0     | - | 775    | 10     | 1      | 0      | 0      | 0      | 0      | 1      | 0      | - | 0              | 0              | 0              | 0              | 0              | 0              | 0              | 0              | 0              |
| Pascal Cotet          | Pilier    | 104   | 1     | 2     | 0     | 0     | 0     | 0     | 0     | 0     | - | 2      | 0      | 1      | 0      | 0      | 0      | 0      | 0      | 0      | - | 102            | 1              | 1              | 0              | 0              | 0              | 0              | 0              | 0              |
| Christophe David      | Pilier    | 42    | 0     | 2     | 0     | 0     | 0     | 0     | 0     | 0     | - | 19     | 0      | 1      | 0      | 0      | 0      | 0      | 0      | 0      | - | 23             | 0              | 1              | 0              | 0              | 0              | 0              | 0              | 0              |
| Maxime Delonca        | Talonneur | 127   | 1     | 3     | 1     | 0     | 0     | 0     | 0     | 0     | - | 15     | 0      | 1      | 0      | 0      | 0      | 0      | 0      | 0      | - | 112            | 1              | 2              | 1              | 0              | 0              | 0              | 0              | 0              |
| Tom Ecochard          | Mêlée     | 92    | 1     | 1     | 0     | 0     | 0     | 0     | 0     | 0     | - | 12     | 0      | 1      | 0      | 0      | 0      | 0      | 0      | 0      | - | 80             | 1              | 0              | 0              | 0              | 0              | 0              | 0              | 0              |
| Guilhem Guirado       | Talonneur | 1165  | 15    | 6     | 2     | 0     | 0     | 0     | 3     | 0     | - | 964    | 13     | 4      | 2      | 0      | 0      | 0      | 3      | 0      | - | 201            | 2              | 2              | 0              | 0              | 0              | 0              | 0              | 0              |
| Bertrand Guiry        | 3e ligne  | 1418  | 17    | 4     | 3     | 0     | 0     | 0     | 0     | 0     | - | 1163   | 14     | 3      | 2      | 0      | 0      | 0      | 0      | 0      | - | 255            | 3              | 1              | 1              | 0              | 0              | 0              | 0              | 0              |
| Sofiane Guitoune      | Arrière   | 57    | 1     | 0     | 0     | 0     | 0     | 0     | 0     | 0     | - | 57     | 1      | 0      | 0      | 0      | 0      | 0      | 0      | 0      | - | 0              | 0              | 0              | 0              | 0              | 0              | 0              | 0              | 0              |
| Richard Haughton      | Arrière   | 819   | 10    | 6     | 3     | 0     | 0     | 0     | 1     | 0     | - | 653    | 8      | 6      | 2      | 0      | 0      | 0      | 1      | 0      | - | 166            | 2              | 2              | 1              | 0              | 0              | 0              | 0              | 0              |
| James Hook            | Ouverture | 1270  | 16    | 2     | 2     | 16    | 60    | 3     | 0     | 0     | - | 1053   | 14     | 0      | 1      | 14     | 56     | 2      | 0      | 0      | - | 217            | 2              | 2              | 1              | 2              | 4              | 1              | 0              | 0              |
| Gavin Hume            | Centre    | 1108  | 13    | 5     | 4     | 0     | 0     | 0     | 0     | 0     | - | 1028   | 12     | 5      | 2      | 0      | 0      | 0      | 0      | 0      | - | 80             | 1              | 0              | 2              | 0              | 0              | 0              | 0              | 0              |
| Daniel Leo            | 3e ligne  | 911   | 11    | 7     | 0     | 0     | 0     | 0     | 1     | 0     | - | 671    | 8      | 7      | 0      | 0      | 0      | 0      | 1      | 0      | - | 240            | 3              | 0              | 0              | 0              | 0              | 0              | 0              | 0              |
| Lifeimi Mafi          | Centre    | 1544  | 20    | 3     | 5     | 0     | 0     | 0     | 0     | 0     | - | 1225   | 15     | 2      | 1      | 0      | 0      | 0      | 0      | 0      | - | 319            | 5              | 1              | 4              | 0              | 0              | 0              | 0              | 0              |
| David Marty           | Centre    | 1174  | 15    | 2     | 2     | 0     | 0     | 0     | 1     | 0     | - | 1006   | 13     | 1      | 2      | 0      | 0      | 0      | 1      | 0      | - | 168            | 2              | 1              | 0              | 0              | 0              | 0              | 0              | 0              |
| Nicolas Mas           | Pilier    | 756   | 12    | 1     | 0     | 0     | 0     | 0     | 0     | 0     | - | 558    | 9      | 0      | 0      | 0      | 0      | 0      | 0      | 0      | - | 198            | 3              | 1              | 0              | 0              | 0              | 0              | 0              | 0              |
| David Mélé            | Mêlée     | 808   | 8     | 15    | 0     | 13    | 13    | 2     | 1     | 0     | - | 639    | 6      | 12     | 0      | 4      | 11     | 2      | 1      | 0      | - | 169            | 2              | 3              | 0              | 9              | 2              | 0              | 0              | 0              |
| Joffrey Michel        | Arrière   | 760   | 10    | 3     | 6     | 0     | 0     | 0     | 0     | 0     | - | 462    | 6      | 1      | 2      | 0      | 0      | 0      | 0      | 0      | - | 298            | 4              | 2              | 4              | 0              | 0              | 0              | 0              | 0              |
| Luke Narraway         | 3e ligne  | 1237  | 14    | 7     | 1     | 0     | 0     | 0     | 0     | 0     | - | 1076   | 13     | 4      | 1      | 0      | 0      | 0      | 0      | 0      | - | 161            | 1              | 3              | 0              | 0              | 0              | 0              | 0              | 0              |
| Jean-Pierre Pérez     | 3e ligne  | 38    | 1     | 1     | 0     | 0     | 0     | 0     | 0     | 0     | - | 38     | 1      | 1      | 0      | 0      | 0      | 0      | 0      | 0      | - | 0              | 0              | 0              | 0              | 0              | 0              | 0              | 0              | 0              |
| Sione Piukala         | Centre    | 824   | 10    | 6     | 4     | 0     | 0     | 0     | 0     | 0     | - | 573    | 7      | 5      | 2      | 0      | 0      | 0      | 0      | 0      | - | 251            | 3              | 1              | 2              | 0              | 0              | 0              | 0              | 0              |
| Adrien Planté         | Ailier    | 1533  | 19    | 2     | 8     | 0     | 0     | 0     | 2     | 0     | - | 1163   | 14     | 2      | 2      | 0      | 0      | 0      | 1      | 0      | - | 370            | 5              | 0              | 6              | 0              | 0              | 0              | 1              | 0              |
| Kisi Pulu             | Pilier    | 433   | 5     | 7     | 1     | 0     | 0     | 0     | 2     | 0     | - | 293    | 3      | 6      | 0      | 0      | 0      | 0      | 2      | 0      | - | 140            | 2              | 1              | 1              | 0              | 0              | 0              | 0              | 0              |
| Jérôme Schuster       | Pilier    | 553   | 6     | 9     | 2     | 0     | 0     | 0     | 0     | 0     | - | 298    | 2      | 7      | 0      | 0      | 0      | 0      | 0      | 0      | - | 255            | 4              | 2              | 2              | 0              | 0              | 0              | 0              | 0              |
| Farid Sid             | Ailier    | 1209  | 16    | 3     | 6     | 0     | 0     | 0     | 1     | 0     | - | 859    | 12     | 2      | 2      | 0      | 0      | 0      | 1      | 0      | - | 350            | 4              | 1              | 4              | 0              | 0              | 0              | 0              | 0              |
| Alasdair Strokosch    | 3e ligne  | 1191  | 15    | 2     | 1     | 0     | 0     | 0     | 1     | 0     | - | 1031   | 13     | 2      | 1      | 0      | 0      | 0      | 1      | 0      | - | 160            | 2              | 0              | 0              | 0              | 0              | 0              | 0              | 0              |
| Romain Taofifénua     | 2e ligne  | 968   | 15    | 3     | 1     | 0     | 0     | 0     | 0     | 0     | - | 694    | 10     | 2      | 1      | 0      | 0      | 0      | 0      | 0      | - | 274            | 5              | 1              | 0              | 0              | 0              | 0              | 0              | 0              |
| Sébastien Taofifenua  | Pilier    | 348   | 2     | 9     | 1     | 0     | 0     | 0     | 0     | 0     | - | 255    | 2      | 6      | 1      | 0      | 0      | 0      | 0      | 0      | - | 93             | 0              | 3              | 0              | 0              | 0              | 0              | 0              | 0              |
| Sona Taumalolo        | Pilier    | 1065  | 14    | 3     | 1     | 0     | 0     | 0     | 2     | 0     | - | 933    | 12     | 3      | 1      | 0      | 0      | 0      | 1      | 0      | - | 132            | 2              | 0              | 0              | 0              | 0              | 0              | 1              | 0              |
| Robins Tchale-Watchou | 2e ligne  | 797   | 10    | 7     | 0     | 0     | 0     | 0     | 0     | 0     | - | 636    | 9      | 3      | 0      | 0      | 0      | 0      | 0      | 0      | - | 161            | 1              | 4              | 0              | 0              | 0              | 0              | 0              | 0              |
| Romain Terrain        | Talonneur | 628   | 8     | 14    | 0     | 0     | 0     | 0     | 0     | 0     | - | 461    | 5      | 13     | 0      | 0      | 0      | 0      | 0      | 0      | - | 167            | 3              | 1              | 0              | 0              | 0              | 0              | 0              | 0              |
| Henry Tuilagi         | 3e ligne  | 717   | 11    | 3     | 0     | 0     | 0     | 0     | 0     | 0     | - | 333    | 5      | 3      | 0      | 0      | 0      | 0      | 0      | 0      | - | 384            | 6              | 0              | 0              | 0              | 0              | 0              | 0              | 0              |
| Sébastien Vahaamina   | 2e ligne  | 929   | 10    | 8     | 3     | 0     | 0     | 0     | 0     | 0     | - | 579    | 6      | 7      | 1      | 0      | 0      | 0      | 0      | 0      | - | 350            | 4              | 1              | 2              | 0              | 0              | 0              | 0              | 0              |
| Guillaume Vilaceca    | 2e ligne  | 414   | 5     | 4     | 1     | 0     | 0     | 0     | 1     | 0     | - | 129    | 1      | 4      | 0      | 0      | 0      | 0      | 0      | 0      | - | 285            | 4              | 0              | 1              | 0              | 0              | 0              | 1              | 0              |
| Yohann Vivalda        | 3e ligne  | 51    | 1     | 0     | 0     | 0     | 0     | 0     | 0     | 0     | - | 0      | 0      | 0      | 0      | 0      | 0      | 0      | 0      | 0      | - | 51             | 1              | 0              | 0              | 0              | 0              | 0              | 0              | 0              |

Mise à jour au 21 février 2013

### Statistiques Top 14

#### Meilleur buteur
| Rang | Joueur       | Poste            | Points | Transf. | Pén. | Drops |
| ---- | ------------ | ---------------- | ------ | ------- | ---- | ----- |
| 1    | James Hook   | Demi d'ouverture | 148    | 11      | 41   | 1     |
| 2    | David Mélé   | Demi de mêlée    | 12     | 3       | 1    | 1     |
| 3    | Gilles Bosch | Demi d'ouverture | 7      | 2       | 1    | 0     |

#### Meilleur marqueur d'essai
| Rang | Joueur              | Poste            | Essais |
| ---- | ------------------- | ---------------- | ------ |
| 1    | Guilhem Guirado     | Talonneur        | 2      |
| -    | Richard Haughton    | Arrière          | 2      |
| -    | David Marty         | Centre           | 2      |
| -    | Sione Piukala       | Centre           | 2      |
| -    | Adrien Planté       | Ailier           | 2      |
| -    | Farid Sid           | Ailier           | 2      |
| 7    | Florian Cazenave    | Demi de mêlée    | 1      |
| -    | Bertrand Guiry      | 3e ligne         | 1      |
| -    | James Hook          | Demi d'ouverture | 1      |
| -    | Lifeimi Mafi        | Centre           | 1      |
| -    | Luke Narraway       | 3e ligne         | 1      |
| -    | Alasdair Strokosch  | 3e ligne         | 1      |
| -    | Sébastien Vahaamina | 2e ligne         | 1      |

Note : Deux essais de pénalité ont été accordés à l'USA Perpignan (face à l'Union Bordeaux Bègles lors de la 2e journée et face au SU Agen lors de la 12e journée).

#### Meilleur réalisateur
| Rang | Joueur              | Poste            | Points | Essais | Transf. | Pén. | Drops |
| ---- | ------------------- | ---------------- | ------ | ------ | ------- | ---- | ----- |
| 1    | James Hook          | Demi d'ouverture | 153    | 1      | 11      | 41   | 1     |
| 2    | David Mélé          | Demi de mêlée    | 12     | 0      | 3       | 1    | 1     |
| 3    | Guilhem Guirado     | Talonneur        | 10     | 2      | 0       | 0    | 0     |
| -    | Richard Haughton    | Arrière          | 10     | 2      | 0       | 0    | 0     |
| -    | David Marty         | Centre           | 10     | 2      | 0       | 0    | 0     |
| -    | Sione Piukala       | Centre           | 10     | 2      | 0       | 0    | 0     |
| -    | Adrien Planté       | Ailier           | 10     | 2      | 0       | 0    | 0     |
| -    | Farid Sid           | Ailier           | 10     | 2      | 0       | 0    | 0     |
| 9    | Gilles Bosch        | Demi d'ouverture | 7      | 0      | 2       | 1    | 0     |
| 10   | Florian Cazenave    | Demi de mêlée    | 5      | 1      | 0       | 0    | 0     |
| -    | Bertrand Guiry      | 3e ligne         | 5      | 1      | 0       | 0    | 0     |
| -    | Lifeimi Mafi        | Centre           | 5      | 1      | 0       | 0    | 0     |
| -    | Luke Narraway       | 3e ligne         | 5      | 1      | 0       | 0    | 0     |
| -    | Alasdair Strokosch  | 3e ligne         | 5      | 1      | 0       | 0    | 0     |
| -    | Sébastien Vahaamina | 2e ligne         | 5      | 1      | 0       | 0    | 0     |

### Statistiques Amlin Challenge Cup

#### Meilleur buteur
| Rang | Joueur       | Poste            | Points | Transf. | Pén. | Drops |
| ---- | ------------ | ---------------- | ------ | ------- | ---- | ----- |
| 1    | David Mélé   | Demi de mêlée    | 24     | 9       | 2    | 0     |
| 2    | Gilles Bosch | Demi d'ouverture | 20     | 10      | 0    | 0     |
| 3    | James Hook   | Demi d'ouverture | 19     | 2       | 4    | 1     |

#### Meilleur marqueur d'essai
| Rang | Joueur              | Poste         | Essais |
| ---- | ------------------- | ------------- | ------ |
| 1    | Adrien Planté       | Ailier        | 6      |
| 2    | Joffrey Michel      | Arrière       | 4      |
| 3    | Armand Batlle       | Ailier        | 2      |
| -    | Gavin Hume          | Centre        | 2      |
| -    | Lifeimi Mafi        | Centre        | 2      |
| -    | Sébastien Vahaamina | 2e ligne      | 2      |
| -    | Sione Piukala       | Centre        | 2      |
| 8    | Florian Cazenave    | Demi de mêlée | 1      |
| -    | Maxime Delonca      | Talonneur     | 1      |
| -    | Bertrand Guiry      | 3e ligne      | 1      |
| -    | Richard Haughton    | Arrière       | 1      |
| -    | Farid Sid           | Ailier        | 1      |
| -    | Guillaume Vilaceca  | 2e ligne      | 1      |

#### Meilleur réalisateur
| Rang | Joueur              | Poste            | Points | Essais | Transf. | Pén. | Drops |
| ---- | ------------------- | ---------------- | ------ | ------ | ------- | ---- | ----- |
| 1    | Adrien Planté       | Ailier           | 30     | 6      | 0       | 0    | 0     |
| 2    | David Mélé          | Demi de mêlée    | 24     | 0      | 9       | 2    | 0     |
| 3    | Joffrey Michel      | Arrière          | 20     | 4      | 0       | 0    | 0     |
| -    | Gilles Bosch        | Demi d'ouverture | 20     | 0      | 10      | 0    | 0     |
| 5    | James Hook          | Demi d'ouverture | 19     | 0      | 2       | 4    | 1     |
| 6    | Armand Batlle       | Ailier           | 10     | 2      | 0       | 0    | 0     |
| -    | Gavin Hume          | Centre           | 10     | 2      | 0       | 0    | 0     |
| -    | Lifeimi Mafi        | Centre           | 10     | 2      | 0       | 0    | 0     |
| -    | Sébastien Vahaamina | 2e ligne         | 10     | 2      | 0       | 0    | 0     |
| -    | Sione Piukala       | Centre           | 10     | 2      | 0       | 0    | 0     |
| 11   | Florian Cazenave    | Demi de mêlée    | 5      | 1      | 0       | 0    | 0     |
| -    | Maxime Delonca      | Talonneur        | 5      | 1      | 0       | 0    | 0     |
| -    | Bertrand Guiry      | 3e ligne         | 5      | 1      | 0       | 0    | 0     |
| -    | Richard Haughton    | Arrière          | 5      | 1      | 0       | 0    | 0     |
| -    | Farid Sid           | Ailier           | 5      | 1      | 0       | 0    | 0     |
| -    | Guillaume Vilaceca  | 2e ligne         | 5      | 1      | 0       | 0    | 0     |

Note : Un essai de pénalité a été accordé à l'USA Perpignan (face aux Worcester Warriors lors de la 3e journée).

## Joueurs sélectionnés

### Joueurs appelés en équipe de France
| Nom                 | Adversaire                                      | Date                                                                             | Lieu du match | NS             | No | Rés | TJ             | E | T | P | D | CJ | CR |
| Nicolas Mas         | Australie Argentine Samoa Italie Pays de Galles | 10 novembre 2012 17 novembre 2012 24 novembre 2012 3 février 2013 9 février 2013 | Stade de France, Saint-Denis Grand Stade Lille Métropole, Lille Stade de France, Saint-Denis Stade olympique, Rome Stade de France, Saint-Denis | 54 55 56 57 58 | 3  | V D | 59 68 58 66 55 | 0 | 0 | 0 | 0 | 0  | 0  |
| Romain Taofifénua   | Italie Pays de Galles                           | 3 février 2013 9 février 2013                                                    | Stade olympique, Rome Stade de France, Saint-Denis                                                                                              | 2 3            | 19 | D   | 22 15          | 0 | 0 | 0 | 0 | 0  | 0  |
| Sébastien Vahaamina | Australie                                       | 10 novembre 2012                                                                 | Stade de France, Saint-Denis | 1              | 19 | V   | 12             | 0 | 0 | 0 | 0 | 0  | 0  |

### Joueurs appelés dans d'autres sélections
| Sélection      | Nom                | Adversaire                         | Date                                                | Lieu du match                                                                          | NS       | No       | Rés | TJ       | E     | T | P | D | CJ | CR |
| Écosse         | Alasdair Strokosch | Nouvelle-Zélande Tonga Angleterre  | 11 novembre 2012 24 novembre 2012 2 février 2013    | Murrayfield, Édimbourg Pittodrie Stadium, Aberdeen Stade de Twickenham, Londres        | 29 30 31 | 6        | D   | 80 13    | 0     | 0 | 0 | 0 | 0  | 0  |
| Pays de Galles | Luke Charteris     | Samoa Nouvelle-Zélande Australie   | 16 novembre 2012 24 novembre 2012 1er décembre 2012 | Millennium Stadium, Cardiff Millennium Stadium, Cardiff Millennium Stadium, Cardiff    | 38 39 40 | 19 5     | D   | 40 80 40 | 0     | 0 | 0 | 0 | 0  | 0  |
| Pays de Galles | James Hook         | Argentine Nouvelle-Zélande Irlande | 10 novembre 2012 24 novembre 2012 2 février 2013    | Millennium Stadium, Cardiff Millennium Stadium, Cardiff Millennium Stadium, Cardiff    | 66 67 68 | 22 23 22 | D   | 56 12 7  | 0     | 0 | 0 | 0 | 0  | 0  |
| Samoa          | Daniel Leo         | Pays de Galles                     | 16 novembre 2012                                    | Millennium Stadium, Cardiff                                                            | 31       | 4        | V   | 80       | 0     | 0 | 0 | 0 | 0  | 0  |
| Tonga          | Sione Piukala      | Italie États-Unis Écosse           | 10 novembre 2012 17 novembre 2012 24 novembre 2012  | Stadio Mario Rigamonti, Brescia Eirias Stadium, Colwyn Bay Pittodrie Stadium, Aberdeen | 1 2 3    | 12       | D V | 64 80    | 0 1 0 | 0 | 0 | 0 | 0  | 0  |
| Tonga          | Sona Taumalolo     | Italie États-Unis Écosse           | 10 novembre 2012 17 novembre 2012 24 novembre 2012  | Stadio Mario Rigamonti, Brescia Eirias Stadium, Colwyn Bay Pittodrie Stadium, Aberdeen | 9 10 11  | 1        | D V | 80       | 1 0   | 0 | 0 | 0 | 0  | 0  |